# Edward Walter Maunder
Edward Walter Maunder, född 12 april 1851 , död 21 mars 1928, var en brittisk astronom och bibelforskare.
Maunder beskrev den period 1645–1715 i solens historia, då nästan inga solfläckar fanns. Detta har senare blivit benämnt Maunders minimum. Han påvisade tillsammans med sin hustru, astronomen Annie Scott Dill Maunder, att detta i tiden sammanföll med den tid i jordens historia, som kallats "Lilla istiden", då klimatet över hela jorden karaktäriserades av osedvanligt kalla vintrar och svala somrar.
Annie och Walter Maunder publicerade 1908 verket The Heavens and their Story, med makan som huvudförfattare. Boken innehåller fotografier av solen och Vintergatan som hon tagit i sin yrkesutövning.

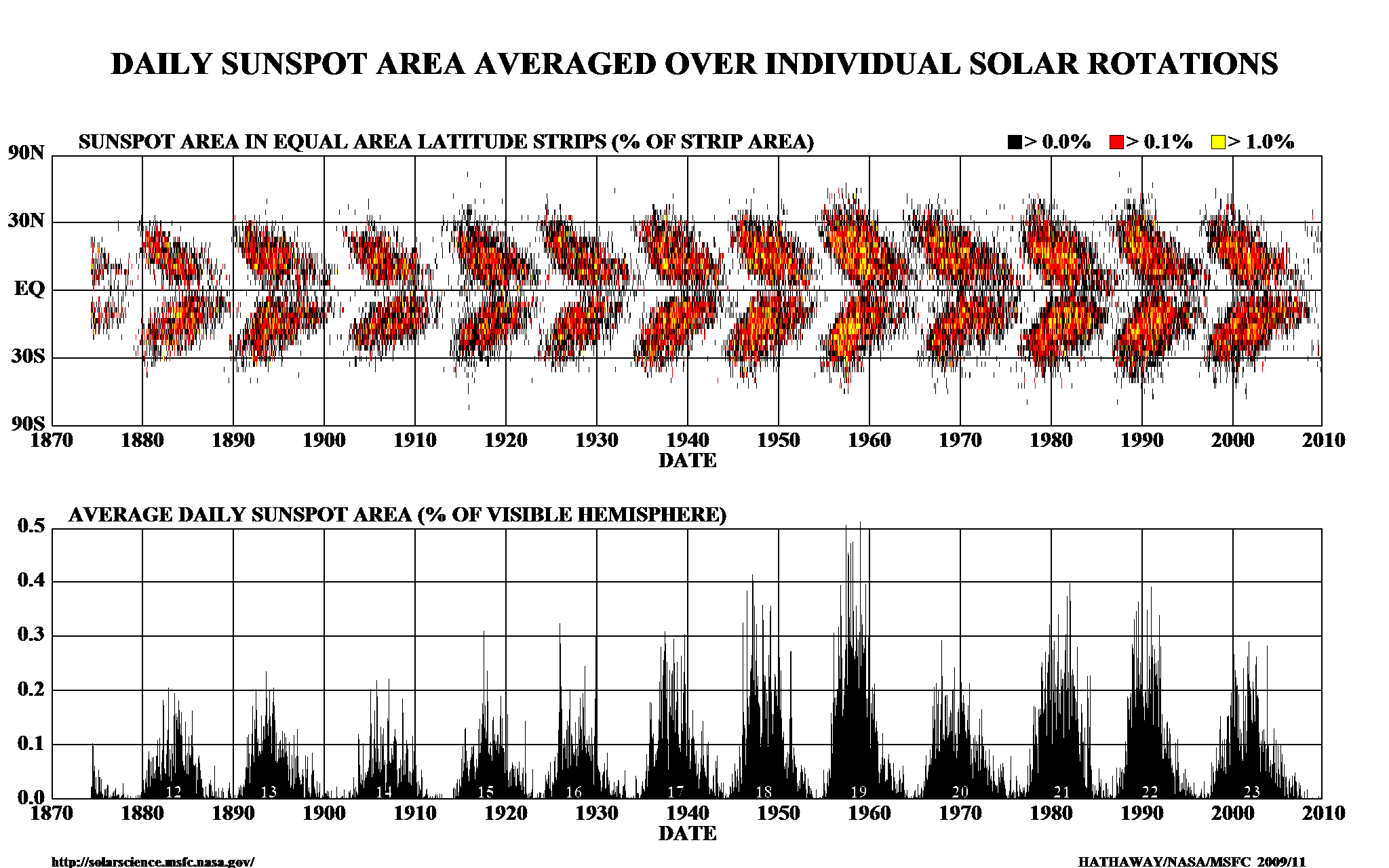
En modern version av Maunders fjärilsdiagram över solfläckarna.

1904 publicerade paret sina slutsatser kring solfläckarnas variationer över åren, utifrån sina observationer och fotografier, något som gav upphov till begreppet "fjärilsdiagram".

## Övrigt
Månkratern Maunder, med en diameter av 55 kilometer, har blivit uppkallad efter Annie och Walter Maunder.
Maunders minimum är också uppkallat efter paret Maunder.